# Gerres shima
Gerres shima är en fiskart som beskrevs av Iwatsuki, Kimura och Yoshino 2007. Gerres shima ingår i släktet Gerres och familjen Gerreidae. Inga underarter finns listade i Catalogue of Life.